# 수용체 매개 세포내 섭취

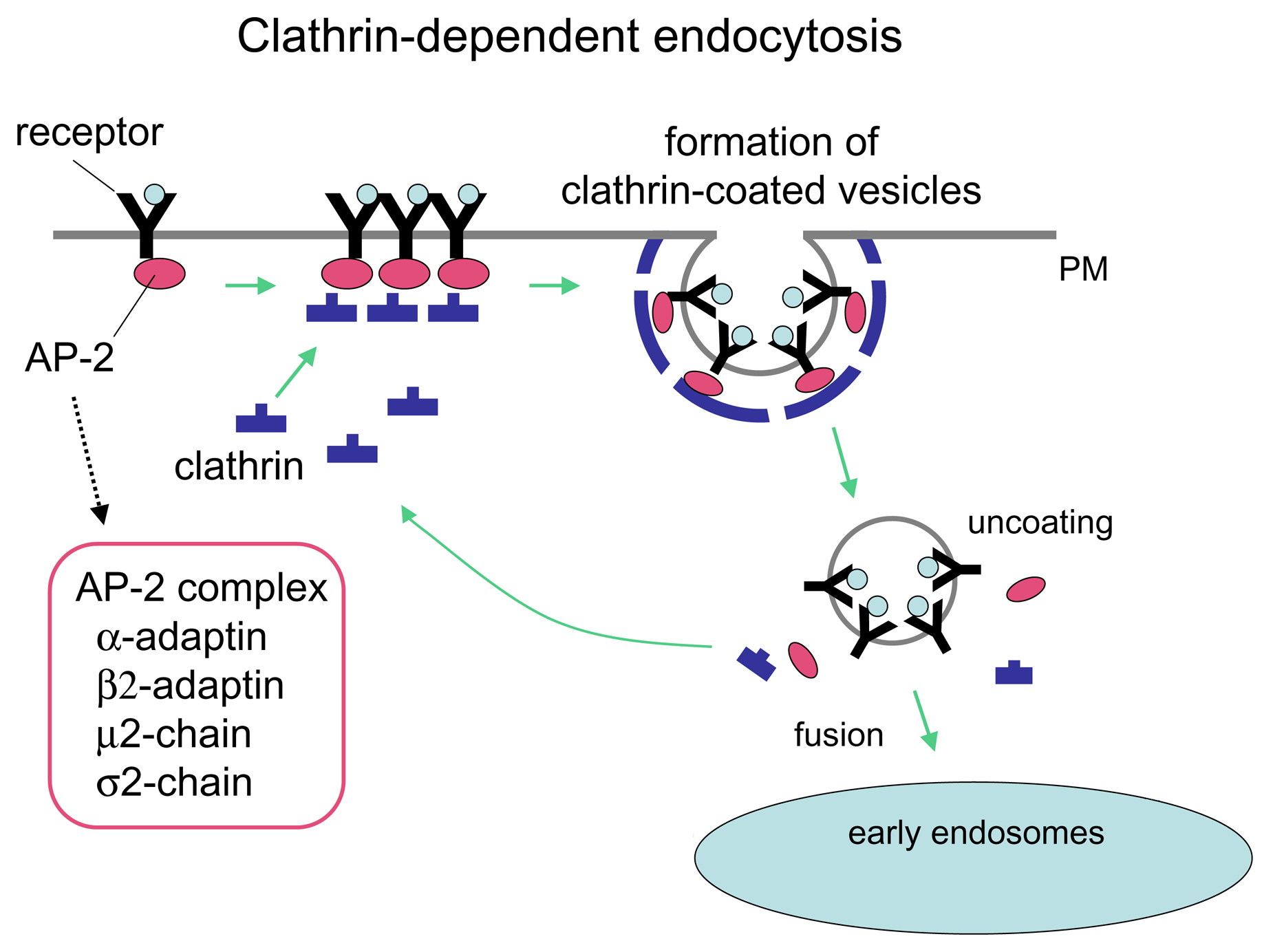
클라트린 의존성 엔도사이토시스의 메커니즘 모식도

클라트린 매개 엔도사이토시스라고도 하는 수용체 매개 엔도사이토시스 (RME)는 세포가 원형질막의 내부 발아(함입)에 의해 대사 산물, 호르몬, 단백질 (어떤 경우에는 바이러스)을 흡수하는 과정이다. 이 과정은 흡수된 물질을 포함하는 소포를 형성하고 세포 표면의 수용체에 의해 엄격하게 매개된다. 수용체 특이적 물질만이 이 과정을 통해 세포에 들어갈 수 있다.

## 원리
수용체와 그 리간드가 몇 가지 메커니즘(예: 카베올린 및 지질뗏목)을 통해 세포로 유입될 수 있지만 클라트린 매개 세포내이입이 가장 잘 연구된 상태로 남아 있다. 많은 수용체 유형의 클라트린 매개 엔도사이토시스는 세포 원형질막의 수용체에 결합하는 리간드로 시작된다. 리간드와 수용체는 어댑터 단백질과 clathrin triskelion을 invagination이 일어날 주변의 원형질막으로 모집할 것이다. 그런 다음 원형질막의 함입이 발생하여 클라트린으로 코팅된 구덩이를 형성한다. 다른 수용체는 clathrin으로 코팅된 구덩이의 핵을 생성하여 수용체 주위에 형성할 수 있다. 성숙한 구덩이는 dynamin(및 기타 BAR 도메인 단백질)과 같은 막 결합 및 핵분열 단백질의 사용을 통해 원형질막에서 절단되어 clathrin으로 코팅된 소포를 형성하여 clathrin의 코팅이 벗겨지고 엔도솜을 분류하며 일반적으로 융합된다. 일단 융합되면, 세포내이입된 화물(수용체 및 리간드)은 리소좀, 재활용 또는 기타 운송 경로로 분류될 수 있다.

## 기능

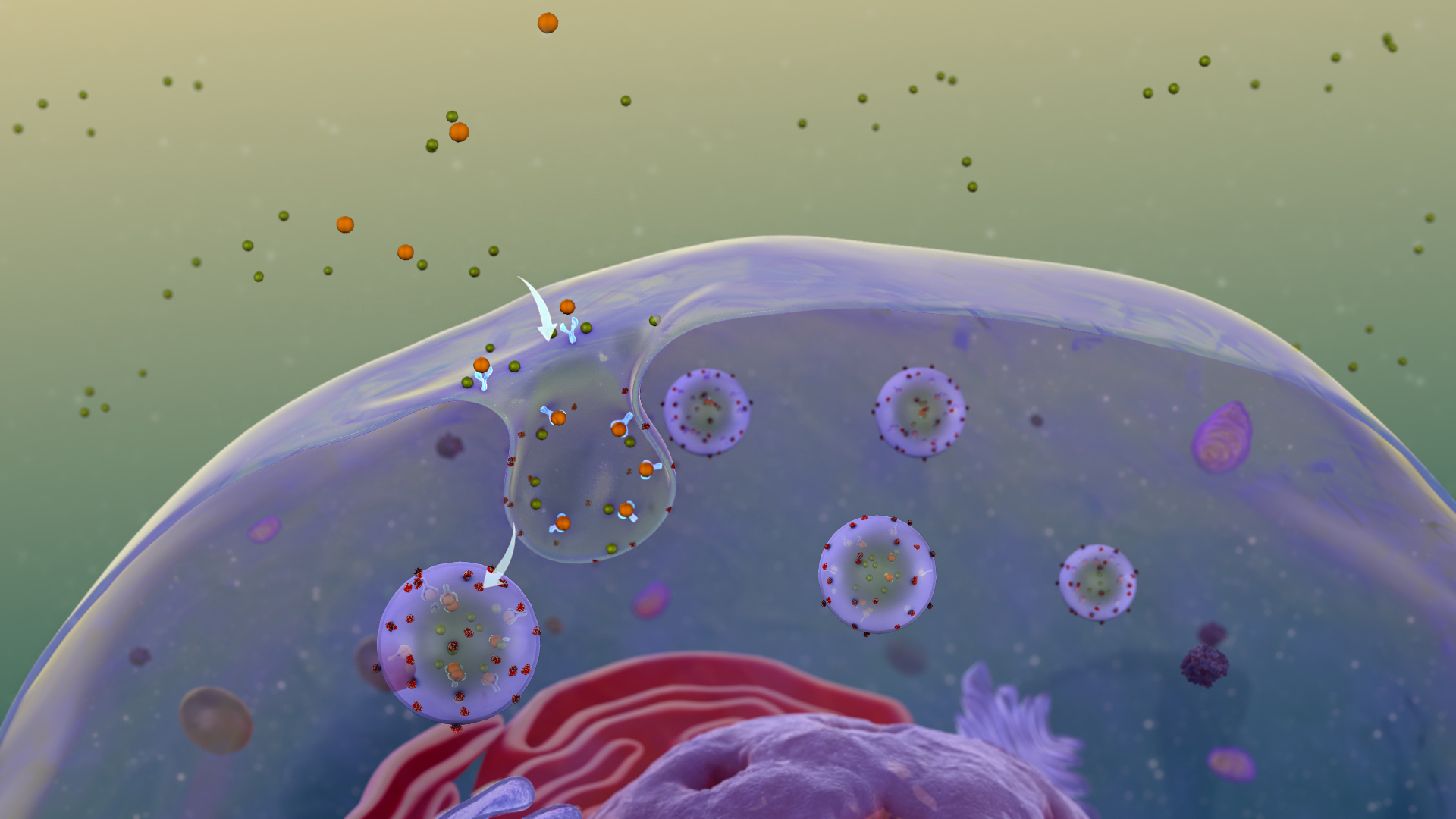
세포내이입은 수용체-매개 세포내이입에서 특정 수용체가 활성화될 때 촉발된다.

수용체 매개 엔도사이토시스의 기능은 다양하다. 세포에 필요한 특정 물질의 특정 흡수에 널리 사용된다(예: LDL 수용체를 통한 LDL 또는 트랜스페린을 통한 철 포함). 수용체 매개 엔도사이토시스의 역할은 막횡단 신호 전달의 하향 조절을 흡수하는 것으로 잘 알려져 있지만 지속적인 신호 전달을 촉진할 수도 있다. 활성화된 수용체는 내재화되고 분해를 위해 후기 엔도솜과 리소좀으로 운반된다. 그러나 수용체 매개 엔도사이토시스는 세포 주변부에서 핵으로 신호를 전달하는 데에도 적극적으로 관련된다. 이것은 클라트린 매개 세포내이입을 통한 특정 신호전달 복합체의 결합 및 형성이 호르몬의 효과적인 신호전달에 필요하다는 것이 밝혀졌을 때 명백해졌다(예: EGF). 또한 무작위 확산이 너무 느리고, 들어오는 신호를 영구적으로 하향 조절하는 메커니즘이 신호 전달을 차단하기에 충분히 강력하기 때문에, 신호를 활성화하려면 활성 신호 복합체를 핵으로 추가 신호 변환 메커니즘 없이 완전히직접 전달해야 한다고 제안되었다.

## 활용
형광 또는 EM 가시 염료를 사용하여 살아있는 세포의 특정 분자에 태그를 지정하면 형광 현미경 및 면역 전자 현미경으로 화물 분자의 내재화 및 clathrin 코팅의 진화를 추적할 수 있다.
이 과정은 비특이적이기 때문에 리간드는 더 큰 분자의 운반체가 될 수 있다. 표적 세포에 알려진 특정 음세포 수용체가 있는 경우 약물이 부착될 수 있고 내재화될 것이다.
T 세포와 같은 세포 내로 나노입자의 내재화를 달성하기 위해 항체를 사용하여 나노입자를 세포 표면의 특정 수용체(예: CCR5)로 표적화할 수 있다. 이것은 면역 세포에 대한 약물 전달을 개선하는 한 가지 방법이다.

## 특성
- 과잉 리간드에 노출된 후 몇 분 이내에 유도된다.
- 이 소포의 형성은 wortmannin에 의한 억제에 민감하다.
- 소포 형성의 시작은 온도 변화에 의해 지연/억제될 수 있다.

## 같이 보기
- 비특이적, 흡착성 음세포증
- 음세포증
- 식균 작용
- 세포내이입